# Tyleria grandiflora
Tyleria grandiflora är en tvåhjärtbladig växtart som beskrevs av Henry Allan Gleason. Tyleria grandiflora ingår i släktet Tyleria och familjen Ochnaceae. Inga underarter finns listade i Catalogue of Life.